# Харрис, Джейми
Джейми Харрис (англ. Jamie Harris; род. 15 мая 1963) — британский актёр. Он наиболее известен по ролям Крюкастого Фернальда в фильме «Лемони Сникет: 33 несчастья», Родни в «Восстании планеты обезьян» и Гордона в сериале «Агенты „Щ. И. Т.“».

## Биография
Тюдор Сент-Джон Харрис родился в Уайтчепеле, Лондон, Англия, и является третьим и самым младшим ребёнком в семье актёра Ричарда Харриса и светской львицы Элизабет Рис-Уильямс. Его старшие братья — режиссёр Дэмиан Харрис и актёр Джаред Харрис.
Харрис учился в «Ледикроссе», бывшей подготовительной независимой школе-интернате в прибрежном городе Сифорд в Восточном Суссексе, как и его братья Джаред и Демиан, а затем в Даунсайдской школе, католической школе-интернате в деревне Стреттон-на-Фоссе (возле рыночного города Шептон Маллет) в Сомерсете, Юго-Западной Англии.

## Фильмография
| Год       |   | Русское название                        | Оригинальное название                           | Роль                |
| --------- | - | --------------------------------------- | ----------------------------------------------- | ------------------- |
| 1993      | ф | Во имя отца                             | In the Name of the Father                       | Джим                |
| 1994      | ф | Принцесса Карабу                        | Princess Caraboo                                | Том                 |
| 1996      | с | Горец                                   | Highlander: The Series                          | Дэниел Гайгер       |
| 1999      | с | Её звали Никита                         | La Femme Nikita                                 | Залман              |
| 2000      | ф | Суетный обед                            | Dinner Rush                                     | бармен Шон          |
| 2001      | ф | Всё схвачено!                           | Made                                            | негодяй             |
| 2001      | ф | Забытая рота                            | The Lost Battalion                              | сержант Гёдеке      |
| 2004      | ф | Лемони Сникет: 33 несчастья             | Lemony Snicket’s A Series of Unfortunate Events | Крюкастый Фернальд  |
| 2005      | ф | Новый Свет                              | The New World                                   | Эмери               |
| 2006      | ф | Убийство Джона Леннона                  | The Killing Of John Lennon                      | гей                 |
| 2006      | ф | Престиж                                 | The Prestige                                    | угрюмый надзиратель |
| 2008      | с | Жизнь как приговор                      | Life                                            | Джастин Тапп        |
| 2009      | с | C.S.I.: Место преступления              | CSI: Crime Scene Investigation                  | Ховард Велко        |
| 2009      | ф | Адреналин 2: Высокое напряжение         | Crank: High Voltage                             | ведущий ток-шоу     |
| 2009      | ф | Ночь демонов                            | Night of the Demons                             | Найджел             |
| 2010      | ф | Мистер Ганджубас                        | Mr. Nice                                        | Патрик Лейн         |
| 2010      | с | Необыкновенная семейка                  | No Ordinary Family                              | Рид Кобленз         |
| 2011      | ф | Зелёный Шершень                         | The Green Hornet                                | Попай               |
| 2011      | с | Менталист                               | The Mentalist                                   | Маркус Ленсдейл     |
| 2011      | ф | Восстание планеты обезьян               | Rise of the Planet of the Apes                  | Родни               |
| 2011      | с | Белый воротничок                        | White Collar                                    | Эллиотт Ричмонд     |
| 2011      | ф | Боже, благослови Америку                | God Bless America                               | судья               |
| 2011      | с | Американская история ужасов: Дом-убийца | American Horror Story: Murder House             | Ар Франклин         |
| 2012      | с | C.S.I.: Место преступления Майами       | CSI: Miami                                      | Эдди Костер         |
| 2013      | с | Морская полиция: Лос-Анджелес           | NCIS: Los Angeles                               | Томми Краус         |
| 2013      | с | Волшебный город                         | Magic City                                      | Ники Грилло         |
| 2014      | с | Касл                                    | Castle                                          | Адам Фергюсон       |
| 2014—2015 | с | Агенты «Щ.И.Т.»                         | Agents of S.H.I.E.L.D.                          | Гордон              |
| 2014—2016 | с | Поворот: Шпионы Вашингтона              | Turn: Washington’s Spies                        | Уилл Робсон         |
| 2015      | ф | Рыцарь кубков                           | Knight of Cups                                  | взломщик            |
| 2017      | с | Войти в историю                         | Making History                                  | полковник Смит      |
| 2017      | с | Волшебники                              | The Magicians                                   | монах Джозеф        |
| 2017      | с | Бесстыдники                             | Shameless                                       | Эрик                |
| 2018      | с | Дубль два                               | Take Two                                        | Филлип Нил          |
| 2019      | с | Карнивал Роу                            | Carnival Row                                    | сержант Домби       |
| 2020      | с | Страна Лавкрафта                        | Lovecraft Country                               | шериф Юнис Хант     |